# Dysderocrates silvestris
Dysderocrates silvestris là một loài nhện trong họ Dysderidae.
Loài này thuộc chi Dysderocrates. Dysderocrates silvestris được Christa Deeleman-Reinhold miêu tả năm 1988.